# Camp Molloy
Camp Molloy norsk reality- och multisportserie. Den sändes våren 2003 i norska TV3 och hade Ole Andre Sivertsen som programledare. Det gick även en svensk version i TV4 med Hans Fahlén som programledare. Vinnarna i den blev Natasha Westling och Peter Gereny.

## Sverige
I baslägret finns kocken Anders "Ankan" Lindén och läkaren Anders Kjellberg. Lägret låg i Queensland, Australien vid Mount Molloy. Finalen stod mellan Frida Lindström och Peter Gereny samt Natasha Westling och Thomas Pehrson.

### Lista över deltagare
- Annelie Florin, 21 år, från Hägersten.
- Camilla Lindwall, 31 år, från Hägersten.
- David Olsson, 25 år från Lund.
- Erik Bremberg, 23 år, från Växjö.
- Fredrik Bornesand, 31 år, från Stockholm.
- Frida Lindström, 26 år, från Stockholm.
- Helene Hagström, 32 år, från Kållekärr.
- Jenniefer Kindstrand, 27 år, från Solna.
- Jenny Hellin, 30 år, från Stockholm.
- Johanna Reeder, 23 år, från Stockholm.
- Lennart Hansson, 49 år, från Hällesåker.
- Majken Johansson, 29 år, från Helsingborg.
- Natasha Westling, 31 år, från Tyresö kommun.
- Nils Thott, 24 år, från Lund.
- Paul Waldén, 28 år, från Stockholm.
- Peter Gereny, 36 år från Halmstad.
- Thomas Pehrson, 32 år, från Stockholm.